# Vida Vencienė
Vida Vencienė   (Ukmergė, 28 de maig de 1961) és una esquiadora de fons lituana, ja retirada, que va competir sota bandera soviètica en els anys previs a la desintegració de l'URSS i de Lituània un cop aconseguida la independència.
Durant la seva carrera esportiva va prendre part en tres edicions dels Jocs Olímpics d'Hivern, el 1988, 1992 i 1994. El 1988, als Jocs de Calgary i com a membre de l'URSS, va disputar dues proves del programa d'esquí de fons. Guanyà la medalla d'or en els 10 quilòmetres i la de bronze en els 5 quilòmetres. El 1992, a Albertville, i 1994, a Lillehammer, representant Lituània, finalitzà en posicions més endarrerides. El 2006 fou l'encarregada de dur la bandera lituana en la cerimònia inaugural dels Jocs de Torí.
Disputà tres edicions del Campionat del Món d'esquí nòrdic. Destaca la setena posició en la cursa dels 30 km el 1987. A la Copa del Món d'esquí de fons fou cinquena el 1987, any en què aconseguí la seva única victòria individual. Guanyà dos campionats soviètics, el 1985 en relleus i el 1987 en els 5 quilòmetres, i sis campionats de la República Socialista Soviètica de Lituània. Una vegada retirada passà a treballar pel Comitè Olímpic de Lituània.